# Árbol (formație)
Árbol este o formație de rock alternativ din Haedo, Buenos Aires, Argentina. Membrii formației sunt:
- Martín Millán
- Pablo Romero
- Sebastián Bianchini
- Hernán Bruckner
- Diego Velázquez

## Discografie
- 1996 - Jardín frenético
- 1999 - Árbol
- 2002 - Chapusongs
- 2004 - Guau!
- 2006 - Miau!
- 2007 - Hormigas
- 2009 - No me etiquetes